# Жуклино (Пермский край)
Жуклино — деревня в Пермском крае России. Входит в Березниковский городской округ в рамках организации местного самоуправления и в Усольский район в рамках административно-территориального устройства края.

## Географическое положение
Деревня расположена недалеко от правого берега реки Яйва примерно в 33 километрах по прямой на юг-юго-восток от южной оконечности города Березники.
Климат
Климат умеренно континентальный с суровой продолжительной зимой и тёплым коротким летом. Самый холодный месяц — январь со среднемесячной температурой (−15,7 °C), самый тёплый — июль со среднемесячной температурой (+17,4 °C). Продолжительность безморозного периода в среднем составляет 114 дней. Общее число дней с положительной температурой 190. Последний весенний заморозок в среднем наблюдается в конце мая, а первый осенний — в конце второй декады сентября. Среднегодовая температура воздуха −2,2 °C.

## История
С 2004 до 2018 года деревня входила в Романовское сельское поселение Усольского муниципального района, с 2018 года включается в Романовский территориальный отдел Березниковского городского округа.

## Население
| 2010 | 2013 | 2014 |
| ---- | ---- | ---- |
| 1    | →1   | ↗3   |

Постоянное население деревни было 1 человек в 2002 году.
| 2010 | 2013 | 2014 |
| ---- | ---- | ---- |
| 1    | →1   | ↗3   |